# Александър Добрев (химик)
Александър Антонов Добрев е български химик, преподавател по органична химия, професор в Софийския университет.

## Биография
Александър Добрев е роден в София на 13 януари 1940 г. Висшето си образование като химик завършва през 1963 г. в Химически факултет на Софийския университет „Св. Кл. Охридски“, където протича и цялата му трудова дейност в продължение на 46 години.
През 1963 г. постъпва като хоноруван асистент, а от 1964 г. е редовен асистент в Химически факултет – катедра „Органична химия“. През 1984 г. се хабилитира като доцент, а от 1996 г. е редовен професор в същата катедра. Дисертацията си за „Доктор“ (Кандидат на химическите науки) защитава през 1973 г., а за „Доктор на химическите науки“ – през 1993 г.
Проф. Добрев е бил член на Факултетния и на Научния съвет на Химически факултет, ръководител на катедрата по органична химия от 2000 до 2003 г. Бил е научен секретар и член на Специализирания научен съвет по органична химия и органична технология към ВАК и член на Научната комисия по химически науки при ВАК. Привлечен е като експерт в Научната експертна комисия при дирекция „Научни изследвания“ на МОН. Бил е член на Френското химическо дружество, на Съюза на химиците в България и на Националния комитет на IUPAC.
Осъществил е многократни специализации и други научни дейности във Франция. През 1972 г. изработва и защитава дисертация и получава научната степен Доктор на университета „Пол Сабатие“ в Тулуза. През учебната 1974 – 1975 г. е асоцииран асистент по органична химия в Университета на Монпелие, а през 1987 – 1988 г. работи като старши научен сътрудник в Университета „Пол Сабатие“.
Женен, с две дъщери.

### Преподавателска дейност
Включва лекции по „Органична химия“, „Увод в органичната химия“ и „Молекулен дизайн в органичния синтез“ за специалност „Химия“ както и задължителния курс за бакалавърска степен „Основни принципи на органичния синтез“ и за магистърска степен – „Съвременни методи на органичния синтез“.
Автор е на учебник „Органичен синтез“ в два тома и на сборник „Органичен синтез – задачи и отговори“, съавтор е на „Ръководство за лабораторни упражнения по органична химия“, „Сборник задачи по органична химия“ и на „Справочник по химия“. Автор и консултант е на повече от 20 учебни и научнопопулярни филма по химия.
Богатият преподавателски опит и изключителна обществена отговорност са основата за дългогодишната му дейност свързана с промените в Закона за висшето образование. Предложенията си е дискутирал със специалисти, както от ръководството на Университета, така и от Народното събрание, Министерство на образованието и Президентството. Отговорна е позицията му за чистотата на българския език. Голяма част от позициите му в този аспект е публикувана в медиите.

### Научни постижения
Научните изследвания на проф. Ал. Добрев са главно в областта на органичния синтез – приложение на реакции на амбидентни нуклеофили за получаване на хетероциклени съединения с известно или предполагаемо биологично действие, както и използване на съвременни спектрални методи за структурен анализ на сложни органични молекули. Работи и върху тематика, свързана със стереохимията на реакциите на нуклеофилно присъединяване, използването на междуфазовия катализ в органичния синтез, влиянието на разтворителите върху образуването и стабилността на вътрешномолекулните водородни връзки. Резултатите от тези изследвания са събрани в повече от 60 публикации в реномирани наши и чуждестранни научни списания. В химическата литература са забелязани редица цитати на негови научни резултати, вкл. в монографии и справочни издания (в това число и в Organic Reactions). Ръководи 11 проекта за фундаментални и научно-приложни изследвания, възложени както от фирми („Фармахим“), така и в рамките на Фонда за научни изследвания на Софийския университет „Св. Кл. Охридски“ и на Националния фонд за научни изследвания към МОН.